# ディヴェルティメント K.563
ディヴェルティメント 変ホ長調 K.563は、ヴォルフガング・アマデウス・モーツァルトによって作曲され、1788年9月27日にウィーンで完成された。
「ディヴェルティメント」（自由な形式の器楽曲）と題されてはいるが、編成は弦楽三重奏（ヴァイオリン・ヴィオラ・チェロ各1本）に限定される。そのため、この曲を特に「弦楽三重奏のためのディヴェルティメント」と呼んだり、「ヴァイオリン、ヴィオラ、チェロのためのディヴェルティメント」と呼ぶこともある。

## 作曲の経緯
この曲を作曲した1788年9月は、有名な交響曲『ジュピター』を作曲した約1ヶ月後にあたる。モーツァルトのフリーメイソンの仲間であり、当時モーツァルトがしばしば生活費の援助を受けていた友人ミヒャエル・フォン・プーフベルクからの依頼によるものである。
初演は1789年4月13日、ドレスデンでアントン・タイバーのヴァイオリン、モーツァルトのヴィオラ、アントニーン・クラフトのチェロにより行われた。この時、モーツァルトはカール・アロイス・フォン・リヒノフスキーと共にベルリンへの演奏旅行の最中であった。
この変ホ長調という調性はモーツァルトがフリーメーソンを象徴している調性だと言われる。「3」はフリーメーソンにとって重要な数字だとされ、変ホ長調はフラット3つだからである。1791年に作曲されたオペラ「魔笛」では曲の至る所に「3」という数字を使ってフリーメーソンを暗号のように盛り込ませていることで知られるが、「魔笛」もやはり変ホ長調で書かれている。奏者3人からなるこのディヴェルティメント K.563も、やはり「3」という数字を使ってフリーメーソンに献呈されているのである。
もともと作品数が少ない弦楽三重奏において、数少ない傑作に数えられるが、「ディヴェルティメント」と銘されているため、一般には弦楽三重奏曲と認知されていないという問題がある。

## 特徴
モーツァルトはディヴェルティメントと題した曲を20曲以上作曲しているが、弦楽三重奏の形態をとるものはこの変ホ長調K.563のみである。このK.563は6つの楽章からなり「ディヴェルティメント」と題されてはいるが、ディヴェルティメントに特有の娯楽性を目的としたもののみならず、もっと高い音楽性を指向しているのが特徴である。室内楽曲としての書法としては弦楽四重奏からヴァイオリンを1本欠くため難しくなるが、各楽器を均等に扱いつつ精緻な作曲技法を施し、構成的にもしっかりしたものにすることにより、モーツァルト晩年らしい作品になっている。演奏技術的にも高いものを要求し、各楽器は時には協奏曲のような妙味も見せ、モーツァルトの他の弦楽四重奏曲などより難度は高い。
モーツァルト自身、この曲を少なくとも2回は演奏した記録が残っている。1789年4月に上記のドレスデンでの演奏の様子を妻に知らせた手紙の中では、この曲をとてもきれいに演奏できたと報告しており、モーツァルト自身がこの曲を重視していることがわかる。モーツァルトはこの曲のヴィオラパートを弾いたが、この曲のヴィオラパートは弦楽四重奏における内声（第2ヴァイオリン・ヴィオラ）2本分の役目を時には担い、また時には協奏曲のようなソリスティックな動きを見せるという音楽的・技術的に高度なものが要求される。そのようなところからヴァイオリン・ピアノの神童として有名だったモーツァルトが、ヴィオラにおいても演奏技術が非常に高かったことがうかがえる。

## 構成
演奏時間約40-50分を要する大曲である。
- 第1楽章 Allegro (変ホ長調、ソナタ形式、4分の4拍子)
- 第2楽章 Adagio（変イ長調、ソナタ形式、4分の3拍子）
- 第3楽章 Menuetto (Allegretto) - Trio（変ホ長調、複合三部形式、4分の3拍子）
- 第4楽章 Andante（変ロ長調、主題と4つの変奏曲，4分の2拍子）
- 第5楽章 Menuetto (Allegretto) - Trio I -Trio II（変ホ長調、ロンド形式、4分の3拍子）
- 第6楽章 Allegro（変ホ長調、ロンドソナタ形式、8分の6拍子）